# Valle de Guadalupe
Valle de Guadalupe là một đô thị thuộc bang Jalisco, México. Năm 2005, dân số của đô thị này là 6052 người.